# Olga Borissowna Graf
Olga Borissowna Graf (russisch Ольга Борисовна Граф; * 15. Juli 1983 in Omsk, Sowjetunion) ist eine russische Eisschnellläuferin russlanddeutscher Herkunft. Ihre bevorzugten Distanzen sind die Langstrecken und der Mehrkampf.
Graf gab ihr Debüt im Weltcup in der Saison 2007/08. Ihre bisher beste Platzierung erreichte sie beim Weltcup 2012/13 in Astana, wo sie über 5000 Meter den dritten Platz belegte. Bei der WM 2012 in Heerenveen wurde Graf über die 5000-Meter-Strecke Vierte. 2013 in Sotschi konnte sie nicht ganz an diese Leistung anknüpfen und belegte über 5000 Meter einen neunten Platz. Bei der Mehrkampf-EM 2013 in Heerenveen erreicht Graf in der Gesamtwertung den sechsten Platz. Bei den Olympischen Spielen 2014 in Sotschi gewann sie Bronze über 3000 Meter und in der Teamverfolgung.
In der Saison 2015/2016 wurde Graf bei der Weltmeisterschaft in Heerenveen erneut Bronzemedaillengewinnerin im Mannschaftsrennen. Bei der Meisterschaft von Russland wurde sie Silbermedaillengewinnerin im Mehrkampf und über 1500 und 5000 m sowie Bronzemedaillengewinnerin über 3000 m.